# Проскурін Олександр Петрович
Олександр Петрович Проскурін (22 березня 1957, село Рогатик, тепер Должанського району Орловської області, Російська Федерація) — радянський діяч, ланковий орендної ланки радгоспу «Дружба» Парфінського району Новгородської області. Член ЦК КПРС у 1990—1991 роках.

## Життєпис
З 1976 по 1979 рік служив на Військово-морському флоті СРСР.
У 1979—1982 роках — курсант курсів водіїв автомобілів, інженер-технолог, майстер-наладник Парфінського районного об'єднання «Сільгосптехніка» Новгородської області.
У 1982—1986 роках — майстер-наладник, механік відділення, майстер-наладник радгоспу «Дружба» Парфінського району Новгородської області.
Член КПРС з 1983 року.
У 1985 році закінчив Валдайський радгосп-технікум Новгородської області.
З 1986 року — ланковий орендної ланки радгоспу «Дружба» Парфінського району Новгородської області.
Подальша доля невідома.